# Жерар, Венсан
Венсан Жерар (фр. Vincent Gérard; род. 16 декабря 1986, Вуаппи) — французский гандболист, вратарь.

## Карьера
Клубная
Венсан Жерар начинал свою карьеру в 2003 году во французском клубе «Метц». В 2006 году он перешёл в клуб «Монпелье», где выиграл чемпионат Франции в 2008 году. В 2008 году Венсан Жерар перешёл в «Инстрес», где провёл 2 сезона. В 2010 году стал игроком клуба «Дюнкерк», в составе которой стал чемпионом Франции. В 2015 году Венсан Жерар вернулся в «Монпелье». С сезона 2019/20 Венсан Жэрар выступает за клуб ПСЖ. В сезоне-2023/24 году выступал за немецкий клуб «Киль».
В сборной
Венсан Жерар выступал за сборную Франции с 2013 году, сыграл 160 матчей и забросил 18 мячей. Серебряный призёр летних Олимпийских игр 2016.

## Титулы
Командные
- Чемпион Франции: 2008, 2014, 2020, 2021, 2022
- Обладатель Кубка Франции: 2008, 2011, 2016, 2021, 2022
- Победитель Кубка французской лиги: 2007, 2008, 2009, 2013, 2016
- Победитель Лиги чемпионов ЕГФ: 2018
- Финалист Кубка Европы ЕГФ: 2012
- Чемпион летних Олимпийских игр: 2020
- Серебряный призёр летних Олимпийских игр: 2016
- Чемпион Европы: 2014
- Серебряный призёр чемпионата Европы: 2018
- Победитель чемпионата Мира: 2017
- Серебряный призёр чемпионата Мира: 2023
- Бронзовый призёр чемпионата Мира: 2019

Личные
- Лучший вратарь чемпионата Франции: 2011, 2013, 2014, 2017, 2018
- Лучший вратарь чемпионата Мира: 2017[2]
- Лучший вратарь чемпионата Европы: 2018
- Лучший вратарь Олимпийских игра: 2020

## Статистика
Статистика Венсана Жерара.
Статистика в сезоне 2018/19 указана 31.8.2019.
| Сезон     | Клуб     | Лига           | Матчи | Голы | 7-метр | Голы |
| --------- | -------- | -------------- | ----- | ---- | ------ | ---- |
| 2006—07   | Монпелье | LNH Division 1 | 15    | 0    | 0      | 0    |
| 2007—08   | Монпелье | LNH Division 1 | 9     | 0    | 0      | 0    |
| 2008/09   | Истрес   | LNH Division 1 | 26    | 0    | 0      | 0    |
| 2009/10   | Истрес   | LNH Division 1 | 26    | 0    | 0      | 0    |
| 2010—11   | Дюнкерк  | LNH Division 1 | 26    | 0    | 0      | 0    |
| 2011—12   | Дюнкерк  | LNH Division 1 | 23    | 0    | 0      | 0    |
| 2012/13   | Дюнкерк  | LNH Division 1 | 26    | 0    | 0      | 0    |
| 2013/14   | Дюнкерк  | LNH Division 1 | 26    | 1    | 0      | 1    |
| 2014/15   | Дюнкерк  | LNH Division 1 | 24    | 1    | 0      | 1    |
| 2015/16   | Монпелье | LNH Division 1 | 26    | 0    | 0      | 0    |
| 2016/17   | Монпелье | LNH Division 1 | 22    | 0    | 0      | 0    |
| 2017/18   | Монпелье | LNH Division 1 | 26    | 0    | 0      | 0    |
| 2018/19   | Монпелье | LNH Division 1 | 26    | 0    | 0      | 0    |
| 2006—н.в. | Итого    | LNH Division 1 | 301   | 2    | 0      | 2    |